# Lepidodexia opima
Lepidodexia opima är en tvåvingeart som först beskrevs av Christian Rudolph Wilhelm Wiedemann 1830.  Lepidodexia opima ingår i släktet Lepidodexia och familjen köttflugor. Inga underarter finns listade i Catalogue of Life.